# Jules Nicati
Jules Nicati, né le 16 octobre 1873 à Morges et mort le 14 septembre 1939, est un pianiste et enseignant vaudois.

## Biographie
Le parcours de Jules Nicati  marque l'histoire du Conservatoire de Lausanne, dont il est successivement élève, professeur et directeur. Il fréquente la jeune institution à la fin du XIXe siècle, suivant les cours de piano de Carl Eschmann-Dumur, connu pour sa volonté de populariser la musique, puis de l'organiste Charles Blanchet. Jules Nicati part ensuite perfectionner son jeu de pianiste à Strasbourg, auprès de Fritz Blumer.
De retour à Lausanne, il commence une carrière de pianiste, comme soliste ou en formation de musique de chambre, comme lors des duos avec Georges Humbert, au piano double Pleyel, avec lequel il effectue notamment une tournée wagnérienne en 1902. Accompagnateur recherché, il se produit avec de nombreux musiciens, y compris étrangers, comme le Quatuor tchèque et le Quatuor Sevcik. Dès 1903, il entre à l'Institut de musique de Lausanne - futur Conservatoire de Lausanne - comme professeur de piano dans les classes secondaires et supérieures. Directeur de l'institution depuis la démission inattendue d'Émile-Robert Blanchet en 1908, il assume ce poste jusqu'à sa démission en 1921, où il est remplacé par son ancien élève Charles Lassueur. Ses années à la tête du Conservatoire s'avèrent concluantes, malgré la guerre et la période de trouble qu'elle engendre. Outre l'augmentation régulière du nombre d'élèves et de l'offre de cours, c'est sous sa direction que l'Institut de musique change de statut, en 1910, pour devenir le Conservatoire de Lausanne : cette officialisation de l'institution s'avère salvatrice d'un point de vue financier et permet, en outre, une meilleure reconnaissance des titres distribués.
Jules Nicati quitte officiellement le Conservatoire en 1922. Nommé professeur honoraire, il conserve cependant sa classe de virtuosité jusqu'à son décès. Sincèrement attaché à l'institution lausannoise ainsi qu'à la formation des musiciens du canton, il finance dès 1931 le prix Chopin, et accueille un salon de musique dans sa propriété de Tolochenaz, près de Morges.
Une fondation Nicati-de Luze (du nom de son épouse) existe depuis 1965 pour soutenir financièrement les études de jeunes musiciens. Cette fondation finance également le plus grand concours d'interprétation de Suisse (concours Nicati) depuis 2000.

## Sources
- « Jules Nicati », sur la base de données des personnalités vaudoises sur la plateforme « Patrinum » de la Bibliothèque cantonale et universitaire de Lausanne.
- "Richard Wagner", Tribune de Lausanne, 1902/03/02, p. 2
- "Institut de musique", Tribune de Lausanne, 1902/10/21, p. 2
- "Au Conservatoire", Tribune de Lausanne, 1920/10/31, p. 3
- Conservatoire de Musique de Lausanne - Jubilé centenaire: 1861-1961, Livret de fête, notice historique, Lausanne, Ère nouvelle, 1961
- Jaccottet, Georges, Le conservatoire de musique de Lausanne (1861-1986), Lausanne, Bibliothèque historique vaudoise, 1986
- Scherrer, Antonin, Conservatoire de Lausanne: 1861-2011. Gollion, infolio éditions, 2011.